# Loma Rica
Loma Rica é uma Região censo-designada localizada no estado americano da Califórnia, no Condado de Yuba.

## Demografia
Segundo o censo americano de 2000, a sua população era de 2075 habitantes.

## Geografia
De acordo com o United States Census Bureau tem uma área de 47,7 km², dos quais 47,7 km² cobertos por terra e 0,0 km² cobertos por água. Loma Rica localiza-se a aproximadamente 59 m acima do nível do mar.

## Localidades na vizinhança
O diagrama seguinte representa as localidades num raio de 24 km ao redor de Loma Rica.